# Кріс Мейотт
Кріс Мейотт (англ. Chris Mayotte; нар. 16 вересня 1957) — колишній американський тенісист.
Найвищу одиночну позицію світового рейтингу — 85 місце досяг 24 березня, 1980, парну — 99 місце — 4 січня, 1982 року.
Здобув 3 парні титули.
Найвищим досягненням на турнірах Великого шолома було 3 коло в одиночному розряді.

## Фінали за кар'єру

### Парний розряд (3 перемоги)
| Результат | W/L | Дата     | Турнір                | Покриття | Партнер     | Суперники                  | Рахунок       |
| --------- | --- | -------- | --------------------- | -------- | ----------- | -------------------------- | ------------- |
| Перемога  | 1–0 | Січ 1981 | Сан-Хуан, Пуерто-Рико | Тверде   | Тім Майотт  | Тім Галліксон Еліот Телчер | 6–4, 7–6      |
| Перемога  | 2–0 | Бер 1981 | Напа, США             | Тверде   | Річард Меєр | Трейсі Делатт Джон Геєс    | 6–3, 3–6, 7–6 |
| Перемога  | 3–0 | Лис 1981 | Гонконг               | Тверде   | Кріс Данк   | Мартін Девіс Бред Дрюетт   | 6–4, 7–6      |